# CD9
 (février 2015).
Si vous disposez d'ouvrages ou d'articles de référence ou si vous connaissez des sites web de qualité traitant du thème abordé ici, merci de compléter l'article en donnant les références utiles à sa vérifiabilité et en les liant à la section « Notes et références ».

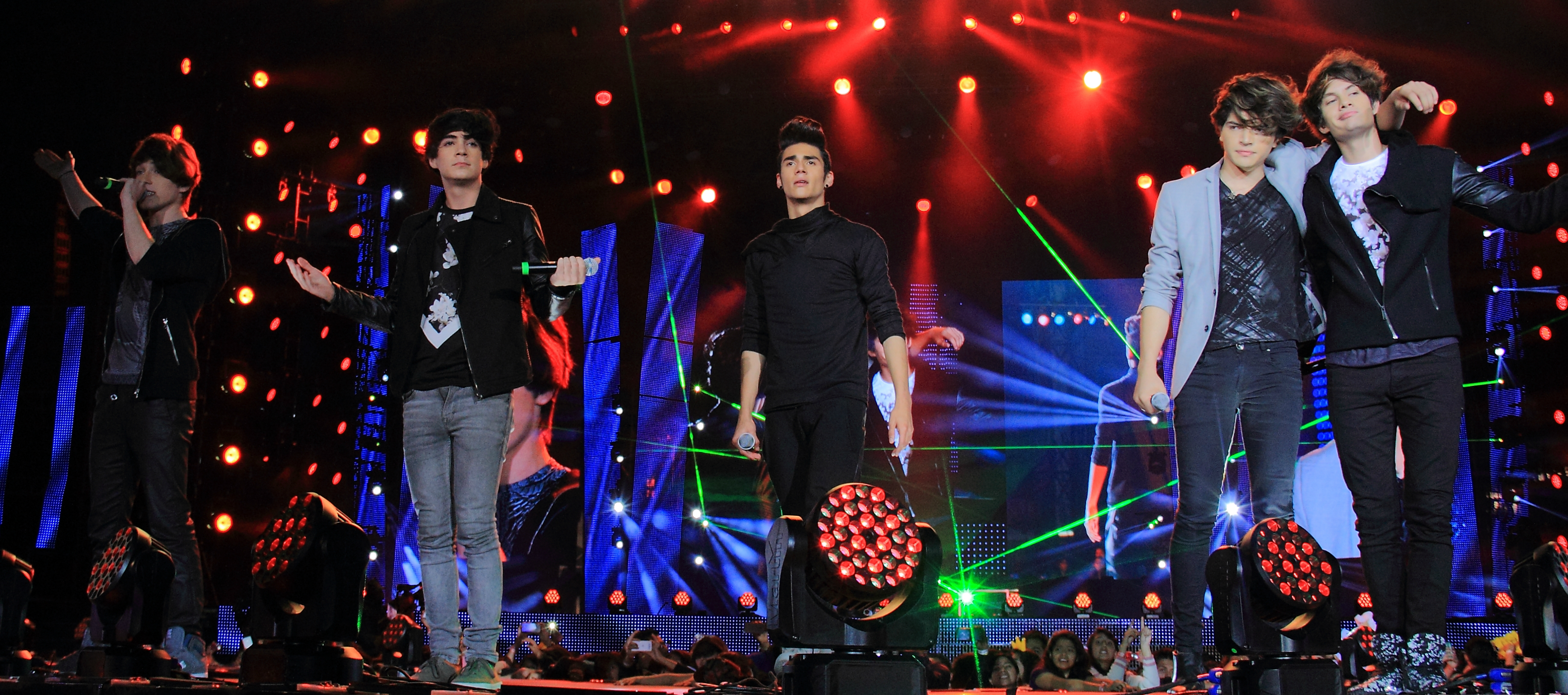
De gauche à droite : Alonso, Jos, Alan, Freddy et Bryan en 2014.

CD9 [prononciation : cé-dé-nouévé] est un boys band mexicain composé de cinq membres, initialement six, formé en 2013 à Mexico, à l'initiative de Jos Canela, un des leaders du groupe.

## Membres
- Jos Canela (né le 21 octobre 1995) : un des chanteurs principaux et le fondateur du groupe. Avant d'être chanteur, il était une twittstar reconnue au Mexique.
- Alonso Villalpando (né le 28 juillet 1996) : le plus jeune des chanteurs, mais aussi le principal: il est compositeur et instrumentiste multiple.
- Alan Navarro (né le 25 février 1995) : il est le troisième membre du groupe, qu'il intègre à la suite d'un concert.
- Freddy Leyva (né le 19 janvier 1995) : cousin d'Alan, il entre dans le groupe en quatrième.
- Bryan Mouque (né le 24 février 1994) : il intègre le groupe à la suite du départ de William Valdès.

## Carrière

### Débuts
À l'origine du projet, Jos Canela s'est rapidement entouré de quelques amis, tous motivés pour développer leur passion, en prenant le nom de code CD9. Après la formation du groupe autour de Jos Canela et d'Alonso Villalpando, les membres produisent leur premier titre, The Party , en août 2012 avec la participation de William Valdès, un jeune acteur cubain. Accompagné d'un vidéo-clip, cette chanson connaît rapidement le succès sur YouTube. Ils sont rapidement repérés par la maison de disques Sony Music Mexico. Alors qu'ils signent leur contrat discographique, William Valdès abandonne le groupe et est remplacé par Bryan Mouque.

### The Partyet leur premier EP
Forts de leur premier succès sans leur maison de disques, CD9 lance, en décembre 2013, le single The Party avec la participation de Bryan ; il est suivi, en janvier 2014, par Ángel Cruel (en téléchargement digital). Deux mois plus tard sort leur premier EP, The Party/Ángel Cruel qui connaît le succès au Mexique, atteignant la neuvième place du Top 100 Mexico (en) ; cet EP contient les deux titres ainsi que des remixes des deux chansons.
Le boysband, populaire principalement chez le public féminin à travers tout le Mexique, commence à tourner afin de mieux se faire connaître, sans pour autant donner de réels concerts.

### Paso 2, leur deuxième EP
Le groupe lance ensuite Paso 2, un EP de deux chansons ; le succès est national, occupant la seconde place du Top mexicain, derrière Juan Gabriel, artiste international mexicain.
Lancé en juin 2014, il est suivi par le titre Me Equivoqué. En juillet, ils commencent leur tournée The Party Tour par un concert au Teatro Metropólitan (en) de Mexico. Au cours de la conférence de presse de ce premier concert, les cinq chanteurs annoncent la sortie, pour septembre 2014, de leur premier album.

### Premier album:CD9
Le 29 septembre 2014 sort CD9, le premier album du groupe. Selon Alan, il « reflète un peu de chacun et de chaque personnalité. [...] L'album a des sonorités rock, pop, up tempo, dubstep et comporte des ballades. » L'album devient disque d'or (30 000 copies vendues) quelques semaines après sa sortie.
Mi-décembre est lancé le titre En Navidad, une chanson de Noël. Un concert exceptionnel à l’Arena Ciudad de México a lieu le 15 février 2015, avec en première partie, le jeune chanteur espagnol Abraham Mateo.

### CD9: Love & Live Édition
En février 2015, il sortit CD9: Love & Live édition dans lequel il reprend les chansons en live de leur première tournée The Party Tour, et d'un nouveau single Para siempre

### Deuxième album:Evolution
Le 18 mars 2016, Cd9 sort son deuxième album qui s'intitule Evolution, avec 15 chansons incluant 9 chansons en espagnol, 6 en anglais et 5 d'entre elles sont la version anglaise .

### Single: Get Dumb
Le 23 août 2016, Cd9 sort son nouveau single en collaboration avec Crayon Pop un groupe coréen de K-pop. C'est pendant la cérémonie des Kids Choice Awards Mexico 2016 qu'ils ont chanté en exclusivité leur nouveau titre Get Dumb

### Tournée
```
The Party Tour
```

```
Evolution Tour
Revolution Tour
```

### Prix et reconnaissances

#### Prix remportés
Le groupe CD9 a remporté déjà de nombreux prix au Mexique.
| Nomination  | Prix                       | Catégorie                                 | Année |
| ----------- | -------------------------- | ----------------------------------------- | ----- |
| CD9         | MTV Millenial Awards       | Up&Coming : Artiste en ascension          | 2014  |
| CD9         | Kids' Choice Awards Mexico | Artiste ou Groupe National Préféré        | 2014  |
| Ángel Cruel | Kids' Choice Awards Mexico | Chanson préférée                          | 2014  |
| CD9         | MTV Europe Music Awards    | Meilleur artiste latino-américain-du-nord | 2014  |
| Ángel Cruel | Premios Telehit            | Meilleure chanson pop nationale           | 2014  |
| CD9         | Melty Future Awards        | Cool Is Everywhere - Melty Future Awards  | 2015  |

Pour les Melty Future Awards, CD9 effectue son premier voyage de promotion en Europe ; la cérémonie a eu lieu le 28 janvier 2015 à Paris en France.

#### Fans - Médias - Communication
Les fans de CD9 sont appelés "coders", une allusion au "code". Eux-mêmes ont reçu le surnom de "castores".
CD9 fait de nombreuses apparitions dans des shows télévisés et des émissions de musique au Mexique.